# Вестерштеде
Вестерштеде (нім. Westerstede) — місто в Німеччині, розташоване в землі Нижня Саксонія. Адміністративний центр району Аммерланд.
Площа — 179 км2. Населення становить 23 452 ос. (станом на 31 грудня 2021).